# Pitcairnia cosangaensis
Pitcairnia cosangaensis är en gräsväxtart som beskrevs av Amy Jean Gilmartin. Pitcairnia cosangaensis ingår i släktet Pitcairnia och familjen Bromeliaceae. IUCN kategoriserar arten globalt som nära hotad.
Artens utbredningsområde är Ecuador. Inga underarter finns listade i Catalogue of Life.